# 青源街道
青源街道是中华人民共和国天津市北辰区下辖的一个街道办事处。
2013年11月26日，天津市民政局批复同意设立青源街道办事处

## 行政区划
青源街道下辖以下地区：
青源街道虚拟社区。